# Киотский университет
Киотский университет (яп. 京都大学 кё:то дайгаку) или сокращённо  (яп. 京大 кё:дай) — один из ведущих национальных университетов Японии, расположен в городе Киото. Ранее входил в число императорских университетов. Второй старейший университет страны, после токийского. В Киотском университете обучается около 22 тыс. студентов (≈12,9 тыс. бакалавров и 9,6 тыс. магистрантов/докторантов).

## История
Предшественником университета была Школа химии (яп. 舎密局 сэймикёку), основанная в Осаке в 1869 году. Позднее, в 1886 году, на её месте была основана Третья высшая школа (яп. 第三髙等學校 дайсан ко:то: гакко:), которая в том же году была перенесена в главный кампус сегодняшнего университета. 
В 1897 году в здании Третьей высшей школы был основан Императорский Киотский университет, как часть системы императорских университетов, был основан колледж науки и техники. В 1899 году появился юридический и медицинский колледжи, в 1906 году — колледж литературы.
К 1919 году в университете действовали факультеты литературы, права, экономики, естественных наук, инженерного дела и медицины, а в 1923 году был создан сельскохозяйственный факультет
Во время Второй мировой войны университет продолжал работу, а после её окончания, в соответствии с образовательной реформой 1947 года, был переименован в «Киотский университет» и реорганизован по новым принципам. В 1947 году создан факультет образования, а в 1949 году возобновлён факультет сельского хозяйства (в том же году создан Колледж свободных наук, преобразованный позже в действующий факультет интегральных наук).
В 1953 году появились первые магистратуры, а в 1963 году – докторантуры. В 1960 году медицинский факультет был разделён на два (медицины и здравоохранения).
В 1992 году учреждён новый Факультет интегративных гуманитарных и естественных наук (Liberal Arts & Sciences).
Начиная с 2004 года университет функционирует как «корпорация национального университета» (согласно новому закону о национальных университетах).
Департамент геофизики университета, а также его исследовательский институт по предупреждению стихийных бедствий представлены в национальном комитете по прогнозированию землетрясений.
В 2017 году Министерство образования Японии присвоило Киотскому университету статус Designated National University – исключительного статуса для ведущих вузов страны.

## Академическая структура
В университете функционирует 10 факультетов (бакалавриата). При этом факультет медицины включает шестилетнюю программу по медицине и программу по общественному здоровью. Степень бакалавра присуждается после четырёхлетнего (шести для медицины и фармации) обучения. Список факультетов и направлений подготовки бакалавриата:
- Факультет интегральные гуманитарных и естественных наук
- Факультет педагогики (направление профильной подготовки: педагогические науки)
- Факультет литературы
- Факультет права
- Факультет экономики (направление профильной подготовки: экономика и управление)
- Факультет медицины (направление профильной подготовки: медицинские науки (шестилетняя программа),
- Факультет фармацевтических наук (направления профильной подготовки: фармацевтические науки, Фармация (шестилетняя программа)
- Факультет инженерного дела (направления профильной подготовки: гражданское, экологическое и ресурсное строительство, архитектура, инженерные науки, электротехника и электроника, информатика и математические науки, химические науки и технологии)
- Факультет агрокультуры (направления профильной подготовки: наука о биоресурсах, прикладные науки о жизни, сельскохозяйственная и экологическая инженерия, экономика продовольствия и окружающей среды, лесное хозяйство и биоматериалы, а также пищевая наука и биотехнология)

Для послевузовской подготовки работают 18 школ (магистратур и докторантур). При этом существует также Профессиональная докторантура (Law School) для подготовки юристов. Университет имеет развитую исследовательскую структуру: числится 13 исследовательских институтов и 22 учебно-исследовательских центра. Список факультетов и направлений подготовки магистратуры и докторантуры:
- Институт химических исследований
- Институт гуманитарных исследований
- Институт наук о жизни и медицине
- Институт передовой энергетики
- Научно-исследовательский институт по предотвращению стихийных бедствий
- Институт теоретической физики им. Юкавы
- Киотский институт экономический исследований
- Научно-исследовательский институт математических наук
- Институт комплексной радиационной и ядерной науки
- Центр эволюционного происхождения человеческого поведения
- Центр исследований Юго-Восточной Азии

## Научные достижения и вклад в науку
Научная школа Киотского университета принесла мировой науке выдающиеся открытия. Здесь работают и работали лауреаты крупнейших международных премий. Например, университет известен тем, что в нём обучались или преподавали 10 нобелевских лауреатов:
| Год  | Дисциплина              | Имя                 | Должность на момент награждения                                                                                                |
| ---- | ----------------------- | ------------------- | --- |
| 2019 | Химия                   | Акира Ёсино         | Профессор Университета Мэйдзё                                                                                                  |
| 2018 | Физиология или медицина | Тасуку Хондзё       | Заслуженный профессор и заместитель генерального директора Института перспективных исследований Киотского университета (KUIAS) |
| 2014 | Физика                  | Исаму Акасаки       | Профессор Университета Мэйдзё                                                                                                  |
| 2012 | Физиология или медицина | Синъя Яманака       | Профессор Киотского университета                                                                                               |
| 2008 | Физика                  | Маскава Тосихидэ    | Почетный профессор Киотского университета                                                                                      |
| 2001 | Химия                   | Рёдзи Ноёри         | Профессор Нагойского университета                                                                                              |
| 1987 | Физиология или медицина | Судзуми Тонегава    | Профессор Массачусетского технологического института                                                                           |
| 1981 | Химия                   | Кэнъити Фукуи       | Профессор Киотского университета                                                                                               |
| 1965 | Физика                  | Томонага, Синъитиро | Профессор Токийского педагогического университета                                                                              |
| 1949 | Физика                  | Хидэки Юкава        | Профессор Киотского университета                                                                                               |

## Президенты
За время существования в университете было 25 президентов. 5 человек исполняли обязанности президента, но не становились им.
- Нагахиро Минато (октябрь 2020 - нынешнее время)
- Дзюити Ямагива (октябрю 2014 - сентябрь 2020)
- Хироси Мацумото (октябрь 2008 - сентябрь 2014)
- Кадзуо Оикэ (декабрь 2003 - сентябрь 2008)
- Макото Нагао (декабрь 1997 -  декабрь 2003)
- Хиру Имура (декабрь 1991 - декабрь 1997)
- Ясунари Нисидзима (декабрь 1985 - декабрь1991)

## Знаменитые выпускники
- Такакура, Тэру — писатель, общественный деятель.
- Осати Хамагути — премьер-министр Японии (1929–1931)
- Фумимаро Коноэ — премьер-министр Японии (1940–1941)
- Кидзюро Сидэхара — премьер-министр Японии (1945–1946)
- Тэцу Катаяма — премьер-министр Японии (1947–1948)
- Хаято Икэда — премьер-министр Японии (1960–1964)
- Ли Тэн‑хуэй — президент Тайваня (Китайской Республики)
- Хиронака Хейсукэ — математик
- Сигэфуми Мори — математик
- Киёси Ито — математик
- Масаки Касивара — математик
- Сасаи Ёсики — учёный, эмбриолог
- Маэхара Сэйдзи — японский государственный и политический деятель
- Муто Кабун — японский государственный и политический деятель
- Судзуки Кэнта — японский государственный и политический деятель
- Кидо Коити — японский государственный и политический деятель
- Кацумата Сэйити  — японский политический деятель
- Синода Кэндзи — японский дипломат
- Исии Сиро — японский микробиолог, хирург, командир отряда 731, военный преступник